# Kuorajärvi
Kuorajärvi är en sjö i Övertorneå kommun i Norrbotten och ingår i Torneälvens huvudavrinningsområde. Sjön har en area på 0,365 kvadratkilometer och ligger 108,1 meter över havet. Sjön avvattnas av vattendraget Kuorajoki.

## Delavrinningsområde
Kuorajärvi ingår i det delavrinningsområde (739948-184257) som SMHI kallar för Mynnar i Soukolojoki. Medelhöjden är 115 meter över havet och ytan är 7,2 kvadratkilometer. Räknas de 2 avrinningsområdena uppströms in blir den ackumulerade arean 22,7 kvadratkilometer. Kuorajoki som avvattnar avrinningsområdet har biflödesordning 3, vilket innebär att vattnet flödar genom totalt 3 vattendrag innan det når havet efter 100 kilometer. Avrinningsområdet består mestadels av skog (89 procent). Avrinningsområdet har 0,43 kvadratkilometer vattenytor vilket ger det en sjöprocent på 5,9 procent.